# Ryska ishockeyfederationen
Ryska ishockeyfederationen kontrollerar den organiserade ishockeyn i Ryssland. Förbundet bildades den 12 november 1991, och inträdde den 19 januari 1992 i IIHF, som efterträdare till Sovjetiska ishockeyfederationen.